# Young Ones
Young Ones es una película estadounidense de 2014, del género acción y ciencia ficción dirigida y escrita por Jake Paltrow. La película está protagonizada por Nicholas Hoult, Elle Fanning, Michael Shannon y Kodi Smit-McPhee. La película tuvo su estreno mundial en el Festival de Cine de Sundance el 18 de enero de 2014. La película se estrenó el 17 de octubre de 2014.

## Sinopsis
En un Estados Unidos postapocalíptico que experimenta una severa sequía, la gente mata por agua. Ernest Holm vive con su hijo Jerome y su hija Mary en su pequeña casa y campo. Su esposa, Katherine, está permanentemente hospitalizada tras un accidente. En el hospital, puede caminar mientras está atada a un marco especial. Mientras todos los demás han abandonado el área, Ernest y su familia permanecen, ya que Ernest cree que la tierra crecerá una vez más si solo hay riego. Ernest consigue agua para su familia mediante la entrega de suministros a los "chicos del agua", que tienen un monopolio respaldado por el gobierno para distribuir agua extraída de pozos profundos. Cuando su mula se rompe las patas y tiene que matarla, Ernest va a la casa de subastas de Sam Lever y compra una máquina transportadora robótica llamada Simulit Shadow ("Sim") para reemplazarla, superando las ofertas del hijo de Sam, Flem, un joven con problemas. hombre que ha estado viendo a Mary sin el consentimiento de Ernest.
Una mañana, Ernest descubre que el Sim no está y va a buscarlo. Cuando llega a los chicos del agua, lo acusan de robar sus suministros. Encuentra a Flem transportando los suministros robados con el Sim, planeando venderlos en la frontera. Ernest toma cautivo a Flem, lo ata a la máquina y tiene como objetivo llevar los suministros a los hombres del agua. Cuando se detienen por deshidratación, Flem convence a Ernest para rehidratarse con el licor que transportan. Queriendo escapar, Flem arroja una piedra a la cabeza de Ernest y enmarca la máquina para la muerte de Ernest.
Se revela que la granja de la familia perteneció originalmente al padre de Flem. Lo salva ayudando a obtener riego ilegal de los hombres del agua y luego se casa con Mary. Pero después de descubrir que Ernest tenía deudas abrumadoras que pagar con un banco, que ahora va a recuperar la propiedad de la granja, Flem engaña a su amigo Robbie para que venda a su bebé a espaldas de su esposa. Robbie muere y el Sim se pierde en un altercado con los compradores. Sin embargo, la máquina regresa cojeando y destrozada a su fabricante, que reside en una ciudad al otro lado de la frontera. El propietario, Calvin Hooyman, se comunica con Jerome en la residencia de Holm a través de una radio CB y le informa sobre la máquina.
Jerome cruza la frontera con la ayuda de Anna, una niña que vive con los "colonos", personas que luchan contra las normas del gobierno y consideradas terroristas. Jerome conoce a Calvin, quien le devuelve el Sim reparado y le muestra a Jerome cómo el sensor láser de la máquina se comporta como una grabadora de video rudimentaria. Jerome reproduce la grabación y descubre la verdad sobre la muerte de Ernest. Al llegar a casa antes que Flem, Jerome le pregunta cómo la máquina encontró el camino a casa, ya que Flem afirmó haberla vendido para pagar la deuda. Las mentiras de Flem solo enfurecen más a Jerome, pero al principio no hace nada. En cambio, atrae a Flem al desierto haciéndose pasar por Robbie por radio y cartas, lo que finalmente hace que Flem caiga en una trampa y se rompa las piernas. Mientras Flem pide ayuda a gritos, Jerome, que lo ha estado siguiendo en secreto, llega a la boca del pozo. Flem se da cuenta de que Jerome sabe la verdad sobre lo que le pasó a Ernest. Intenta obtener la misericordia de Jerome, pero Jerome le dispara con frialdad en la cabeza. Jerome finalmente decide ocultar estos eventos y las circunstancias de la muerte de Ernest a Mary, que está embarazada del hijo de Flem. El hermano y la hermana permanecen en la casa, con la intención de llevar a su madre allí desde el hospital ahora que pueden pagar los alambres de su aparato ortopédico y con la esperanza de que el bebé sea una niña.
La película se divide en tres capítulos, que llevan el nombre del personaje principal de cada uno de ellos: "Ernest Holm", "Flem Lever" y "Jerome Holm", respectivamente.

## Elenco
- Nicholas Hoult como Flem Palanca.[2]
- Elle Fanning como Mary Holm.[2]
- Michael Shannon como Ernest Holm.[2]
- Kodi Smit-McPhee como Jerome Holm.[2]
- Alex McGregor como Sooz.
- Aimee Mullins como Katherine Holm.
- Robert Hobbs como Caleb.
- Liah O'Prey como Anna / Orejas.
- Carel Nel como Bandit.

## Producción
Nicholas Hoult, Elle Fanning, Michael Shannon y Kodi Smit-McPhee se unieron al elenco el 7 de febrero de 2013. Giles Nuttgens es el director de fotografía, mientras que Tristán Lynch y Michael Auret son los productores. El 13 de mayo de 2014 Screen Media Films adquirió los derechos de la película en los Estados Unidos.

### Rodaje
El rodaje de la película comenzó en febrero de 2013 en Namaqualand, Provincia Septentrional del Cabo, Sudáfrica y finalizó el 15 de marzo.

## Promoción
El primer tráiler se estrenó el 6 de julio de 2014. El segundo tráiler fue estrenado el 23 de julio.

## Lanzamiento
La película se estrenó el 17 de octubre de 2014.

## Recepción
Young Ones recibió críticas mixtas. Cuenta con un 40% en Rotten Tomatoes basado en 25 reseñas con una puntuación media de 5,2/10.